# Aculepeira aculifera
Aculepeira aculifera är en spindelart som först beskrevs av O. Pickard-Cambridge 1889.  Aculepeira aculifera ingår i släktet Aculepeira och familjen hjulspindlar. Inga underarter finns listade i Catalogue of Life.